# Альфа-банк (Росія)
АТ «Альфа-банк» (Альфа-Банк) — найбільший з приватних банків Росії.

## Опис
Банк засновано 1990 року російським олігархом Михайлом Фрідманом, який досі є контрольним власником. Штаб-квартира розташована в Москві, банк працює в семи країнах, 2021 року банк надавав фінансові послуги 22 мільйонам корпоративних клієнтів і 1 мільйону роздрібних клієнтів.
Банк неодноразово визнавали найкращим банком Росії, 2009 року він посів № 270 серед найкращих банків світу за версією журналу The Banker. Банк відомий програмою стипендій Alfa.
1 березня 2022 року Михайло Фрідман і Петро Авен покинули раду директорів банку після того, як потрапили під санкції ЄС, запроваджені у відповідь на вторгнення Росії в Україну у 2022 році.
2022 року банк зазнав рекордних збитків у $1,44 млрд, причиною стали санкції щодо фінансової системи РФ.